# صرین
صرین یک منطقهٔ مسکونی در سوریه است که در منطقه عین العرب واقع شده‌است.

## خصوصیات
صرین ۶٬۱۰۴ نفر جمعیت دارد.